# Свети Атанасий (Чучулигово, 1972)
„Свети Атанасий“ (на гръцки: Ιερός Ναός Αγίου Αθανασίου) е православна църква в сярското село Чучулигово (Анагениси), Егейска Македония, Гърция, енорийски храм на Сярската и Нигритска епархия на Вселенската патриаршия.

## История
Църквата е построена в 1972 година в центъра на селото, веднага южно от старата възрожденска църква „Свети Атанасий“. Осветена е на 20 ноември 1982 година. В архитектурно отношение представлява кръстокуполна базилика с тройна апсида на изток.